# Abschnittsleiter

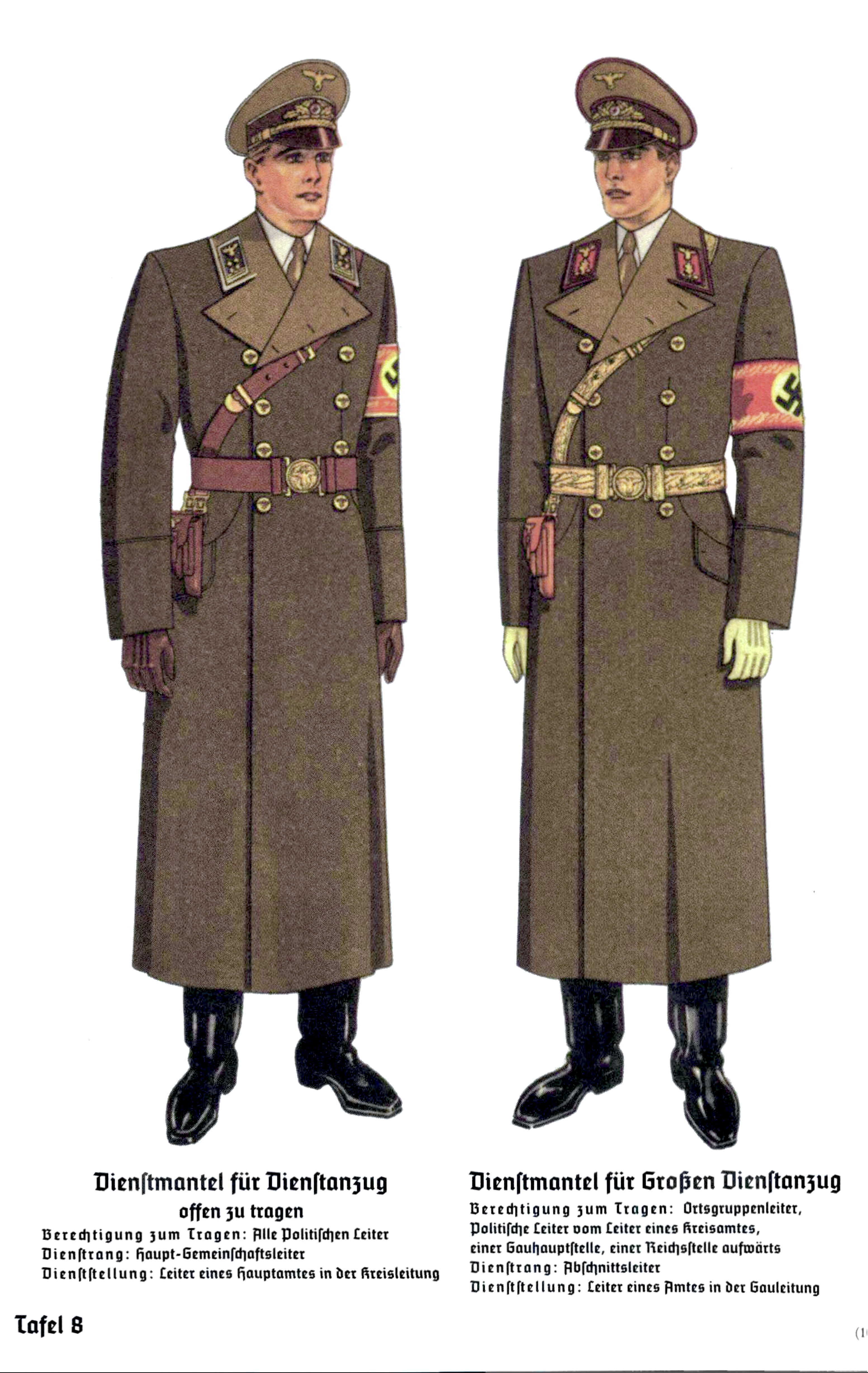
Mantel van een Abschnittsleiter (rechts), 1940.

Abschnittsleiter was een rang in de NSDAP. Deze rang bestond tussen 1939 en 1945. Het verving de oudere rang van een Ortsgruppenleiter, en werd gebruikt als een administratieve rang op het middenniveau van een Kreis (District), Gau (Gouw) en Reich (Nationaal) partij niveau.
Het was onderverdeeld in drie niveaus:
- Abschnittsleiter
- Oberabschnittsleiter
- Hauptabschnittsleiter

## Rangen
| Insigne   | Insigne      | NSDAP                 | Wehrmacht equivalent | NL Landmacht equivalent |
| NAVO-rang | Kraagspiegel | NSDAP                 | Wehrmacht equivalent | NL Landmacht equivalent |
| --------- | ------------ | --------------------- | -------------------- | ----------------------- |
| OF-2      |              | Abschnittsleiter      | Hauptmann            | Kapitein                |
| OF-2      |              | Oberabschnittsleiter  | Major                | Majoor                  |
| OF-3      |              | Hauptabschnittsleiter | Major                | Majoor                  |

## Trivia
De titel van Abschnittsleiter wordt hedendaags nog steeds gebruikt in de Duitse brandweer.